# Machsor Lipsiae

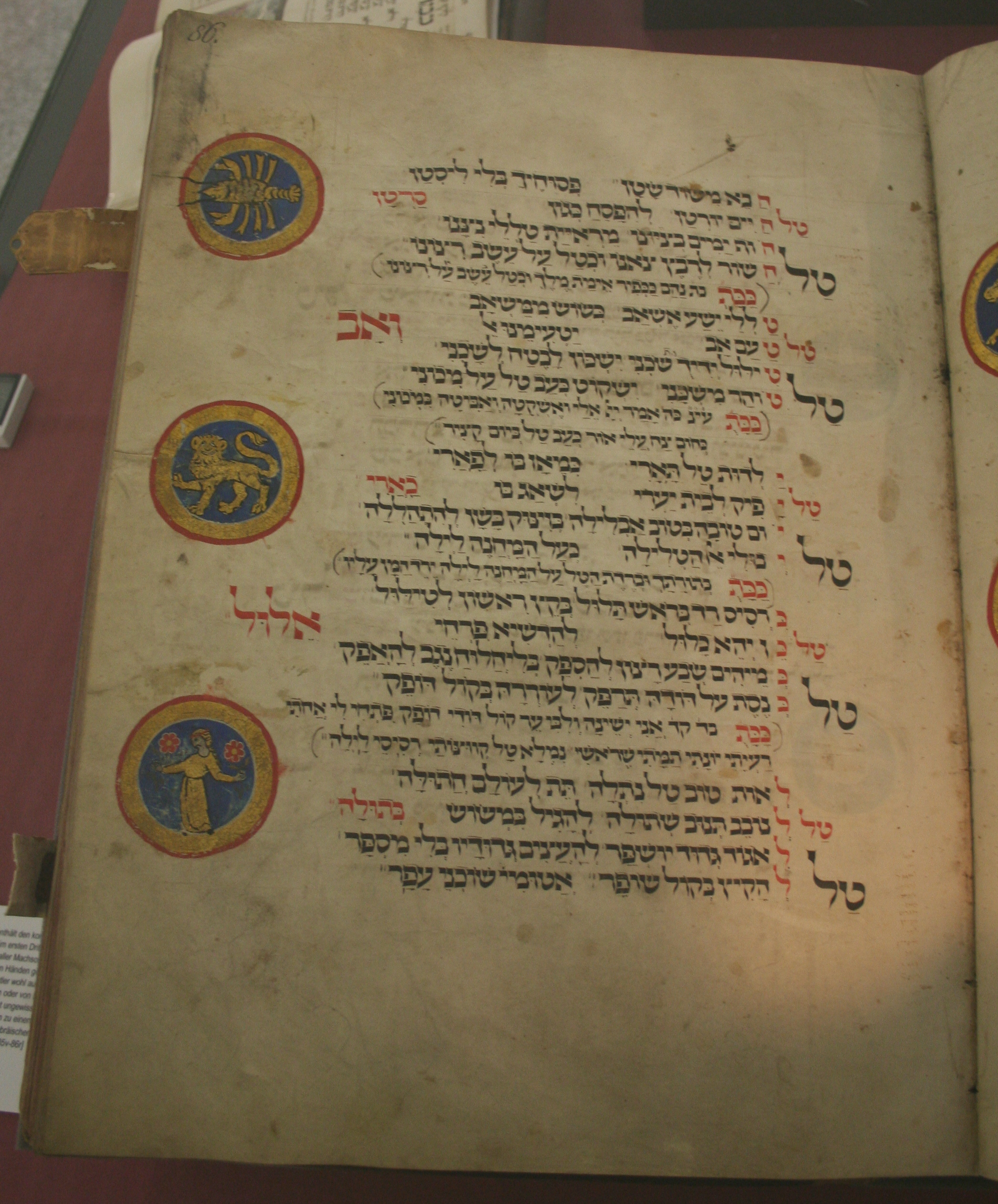
Eine Seite aus dem Machsor Lipsiae

Beim Machsor Lipsiae (Leipziger Machsor) handelt es sich um das prachtvollste noch existierende Exemplar eines mittelalterlichen Machsor, einer Sammlung mit Gebeten in hebräischer Sprache für die sieben besonderen Festtage des jüdischen Jahres.
Der zweibändige Pergamentecodex umfasst 404 Blatt und weist eine Blattgröße von 49 mal 36 Zentimetern auf. Zahlreiche Buchmalereien und Ausschmückungen mit Blattgold verzieren den Machsor. Auch die Gestaltung der Schrift ist vielfältig und arbeitet mit verschiedenen Größen und Tintenfarben.
Über die Entstehung des Werks ist wenig bekannt, zumal die letzten Seiten fehlen, auf der in der Regel entsprechende Angaben gemacht wurden. Vermutlich wurde der Codex aber in einer christlichen Werkstatt angefertigt. Die Analyse der Buchmalerei lässt auf eine Anfertigung um 1310 oder 1320 in der Bodensee- oder Oberrhein-Region schließen. Die früheste genaue Ortsangabe lässt sich mit einem Besitzereintrag aus dem Jahr 1553 verbinden, der auf den Wohnort Worms hinweist. Ende des 16. oder Anfang des 17. Jahrhunderts gelangte die Handschrift nach Polen. In dieser Zeit wurden die Codices auch neu gebunden. Eine weitere Neubindung erfolgte im späten 17. oder frühen 18. Jahrhunderts, allerdings bereits im Thüringer Raum. 1746 kaufte die Universitätsbibliothek Leipzig die Bände.
Die Propagandaabteilung der DDR nutzte das Faksimile durch den Verlag Edition Leipzig, um ein positives Bild der DDR zu schaffen.

## Ausgaben
- Machsor Lipsiae. 68 Faks.-Taf. d. mittelalterl. hebr. illuminierten Hs. aus d. Bestand d. Universitäts-Bibliothek Leipzig. Hrsg. Elias Katz. Dausien, Hanau/Main [1964 ?]. - 68 Bl. : zahlr. Ill. (farb.) & Textbd. (112, 12 S.).
- Das Lied der Lieder von Schelomo. Mit 32 illuminierten Seiten aus dem Machsior Lipsiae [Aus d. Hebr. übers., nachgedichtet u. hrsg. von Stefan Schreiner]. Gustav Kiepenheuer Verlag, Leipzig/Weimar 1981. 108 S. : Ill.; (hebr., dt.).
- Machsor Lipsiae. Virtuelle Bibliothek. Deutsches Historisches Museum – Universitätsbibliothek Leipzig. 2 CD-ROM.